# یاماگوچی نوریتسوگو
یاماگوچی نوریتسوگو (به ژاپنی: 山口教継) (تولد نامشخص – مرگ ۱۵۶۰) یک سامورایی ژاپنی در دوره سنگوکو بود که به خاندان اودا و خاندان ایماگاوا خدمت می‌کرد. وی ارباب قلعه نارومی بود. وی پس از مرگ اودا نوبوهیده به خاندان اودا خیانت کرد و این قلعه را به خاندان ایماگاوا تحویل داد.
بعدها وی به همراه پسرش یاماگوچی نوری‌یوشی به ولایت سوروگا فراخوانده شدند و هر دو در سال ۱۵۶۰ مجبور به هاراکیری شدند.